# Carmelo Albaladejo
Pour les articles homonymes, voir Albaladejo (homonymie).
Carmelo Albaladejo López, plus connu comme Tito, né le 6 février 1926 à Carthagène (province de Murcie, Espagne) et mort le 22 février 1988 dans la même ville, est un footballeur espagnol qui joue au poste d'attaquant dans les années 1940 et 1950.

## Biographie
Tito joue au Real Murcie de 1943 à 1945. Il débute en première division espagnole lors de la saison 1944-1945.
En 1945, il est recruté par le FC Barcelone. Avec Barcelone, il ne joue que deux matches de championnat (le premier, le 28 octobre 1945 face au Valence CF et le second le 4 novembre 1945 face au Real Murcie). Il joue avec le Barça 29 matches non officiels entre 1945 et 1947.
En 1947, il est prêté au CD Castellón. En 1948, il est transféré dans ce club où il reste jusqu'en 1949.
En 1949, il retourne au Real Murcie jusqu'en 1951. En 1950, le club remonte en première division.
Il joue une dernière saison (1952-1953) avec la Deportiva Minera.
Le bilan de la carrière professionnelle de Carmelo Albaladejo en championnat s'élève à 18 matchs en première division, pour 3 buts, et 82 matchs en deuxième division, pour 13 buts.